# Luža (Trebnje, Slovenija)
Luža je naselje u slovenskoj Općini Trebnju. Luža se nalazi u pokrajini Dolenjskoj i statističkoj regiji Jugoistočnoj Sloveniji. 

## Stanovništvo
Prema popisu stanovništva iz 2002. godine naselje je imalo 58 stanovnika.